# Multiple Input Multiple Output

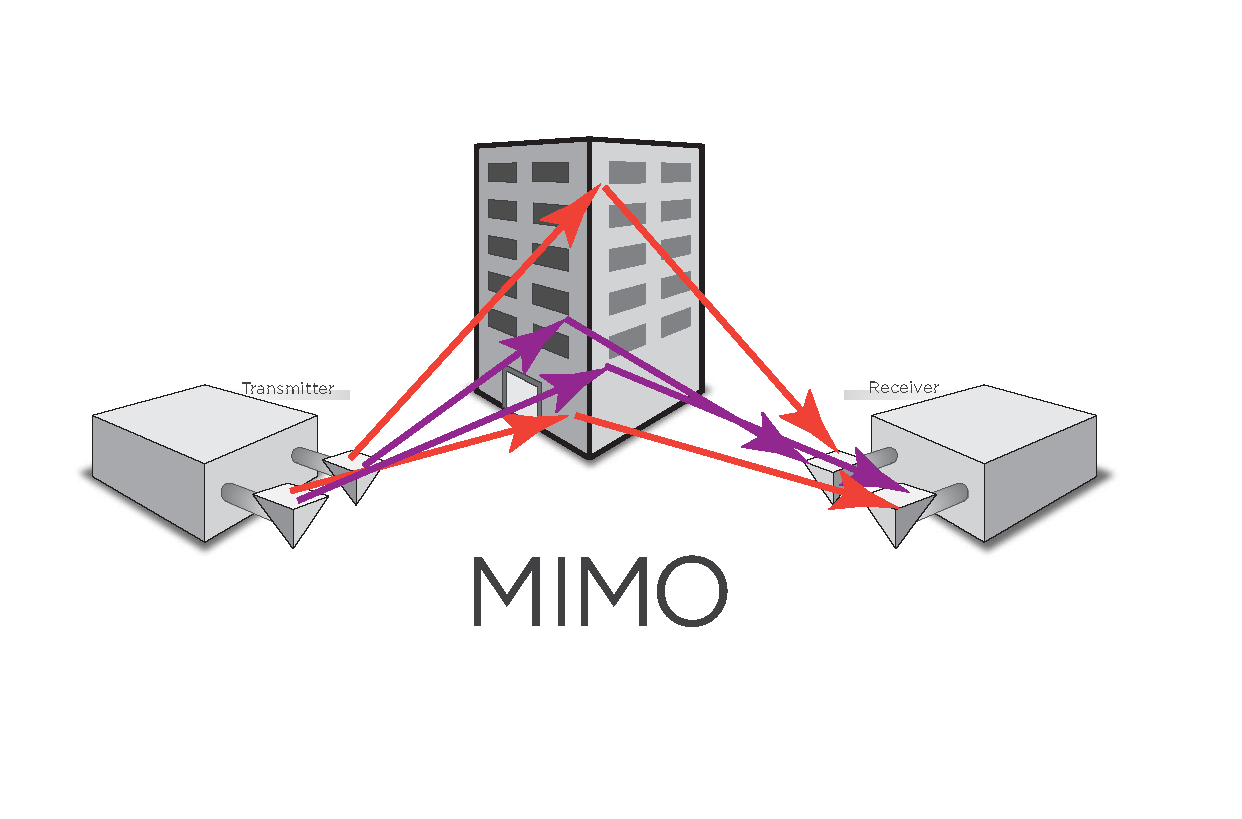
Illustration hur flervägsutbredning ökar totala överföringskapaciteten.

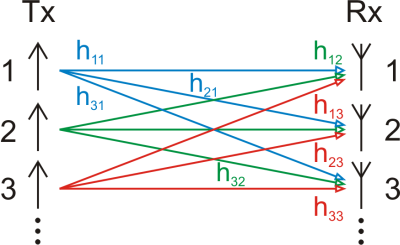
Illustration av en kanalmatris med flera sändare och mottagare.

MIMO står för Multiple Input Multiple Output och är en teknik för trådlös digital dataöverföring där både sändaren och mottagaren har multipla radio-mottagare respektive sändare. Input och Output refererar alltså till radiokanalen, dvs det trådlösa mediet där de elektromagnetiska vågorna förmedlas. Det finns också specialfall av MIMO där antingen sändaren eller mottagaren endast har en sändare/mottagare, dessa specialfall kallas då SIMO (Single Input Multiple Output) och MISO (Multiple Input Single Output). 
Varje radiomottagare/sändare i ett MIMO-system är kopplad till en individuell antenn. Beroende på vad man vill uppnå med sitt MIMO-system (se nedan), måste antennernas inbördes placering beaktas. 

## Historik och utveckling
De första idéerna om MIMO-kommunikation diskuterades redan 1970 av A.R. Kaye and D.A. George samt 1975-76 av W. van van Etten. På 1980-talet började Bell Laboratories och Stanford University forska på användningen av multipla antenner för radiokommunikation och 1984 och 1985 publicerades de första vetenskapliga artiklarna. Användning av multipla antenner för lobformning var då känd sedan länge, då den används i militära system tex. för att öka vinkelprecisionen hos radar.
Mycket forskning skedde under 1990-talet för att använda multipla antenner för lobformning för att öka kapaciteten hos mobiltelefonisystem, både för det analoga 1G-systemet NMT och 2G-systemet GSM. 
Under tiden arbetade två professorer på Stanford University, Arogyaswami Paulraj and Thomas Kailath med en teknik kallad spatiell multiplexning och de registrerade ett patent 1994 med titeln 'Spatial Multiplexing emphasized applications to wireless broadcast'. Det var då en vidareutveckling av lobformningsbegreppet där istället för att antennerna sänder samma signal som samverkar och ger en lob i en viss riktning så sänder varje individuell antenn en unik signal. Kapaciteten ökar då linjärt med antalet sändarantenner. Tekniken kräver dock att antalet mottagarantenner helst överstiger antalet sändarantenner för en robust kommunikation. 
År 1996 leddes forskningen på Bell Laboratories av Greg Raleigh and Gerard J. Foschini och de föreslog ett MIMO-system kallad BLAST ('Bell Labs Layered Space-Time') som blev mycket uppmärksammat. BLAST innebär att man använder både rummet (antennerna) och tiden för att definiera hur ett meddelande skall sändas. I och med detta vare rum-tid-koderna ('space-time-codes' ('STC')) upptäckta och intensiv forskning inom detta nya område vidtog i slutet av 1990-talet.

## Användning av SIMO, MISO och MIMO
SIMO är en vanlig teknik som har funnits en lång tid i form av mottagarantenndiversitet och används i de flesta trådlösa system där mottagaren, i de flesta fall basstationen, har multipla antenner med stor fysisk separation i förhållande till våglängden på bärvågen för att uppnå diversitet. 
MISO och MIMO är dock nyare tekniker. De tidiga standarderna (1G, 2G) för trådlösa system, som NMT och GSM var ej förberedda för MISO eller MIMO så standarderna behövde förändras, främst för kontrollsignaleringen för att kunna stödja MISO, dvs lobformning eller s.k. 'smarta antenner'. Ett antal prototyper byggdes för NMT and GSM, bl.a. på Uppsala universitet och på Ericsson. 
I de trådlösa standarder som utvecklats på 2000-talet är MIMO och MISO en integrerad del vilket troligen leder till att MIMO kommer att börja användas kommersiellt på allvar. I och med att CDMA-tekniken övergetts för OFDM så förenklar det mottagarstrukturen och MIMO blir mer attraktivt; trots detta används MIMO för HSDPA vilket bygger på CDMA-teknik. MIMO tillsammans med OFDM används i IEEE 802.16 och i många Pre-N-produkter och troligen också i IEEE 802.11n. MIMO är också en integrerad och nödvändig del i LTE för att uppnå de kapacitetskrav som ligger till grund för denna nya standard, att tas i bruk inom några år.